# Кочо Ангюшев
Кочо Ангюшев (на македонска литературна норма: Кочо Анѓушев) е стопански деец и политик, вицепремиер на Северна Македония, отговорящ за икономическите въпроси от 1 юни 2017 г.

## Биография
Роден е на 20 юни 1969 г. в Велес (тогава Титов Велес). През 1992 г. завършва Машинния факултет на Скопския университет. През 1995 г. завършва магистратура, а през 1998 г. става доктор на науките и редовен професор във факултета. Между 2000 и 2002 г. е помощник на генералния директор за производство и управление в Електростопанство на Македония.
През 2003 г. основава фирмата „Фероинвест“, с която спечелва концесия за 21 ВЕЦ-а в Македония. Същата година Ангюшев купува мажоритарния пакет акции на фабриката за телени изделия „Брако“. След това основава представителство на обединението ЕФТ в Македония, което се занимава с търговия с електрическа енергия. Ангюшев живее и работи в Скопие. През 2014 г. сп. „Форбс“ го определя за един от петте най-богати македонци.